# Жуков, Анатолий Галактионович
Анато́лий Галактио́нович Жу́ков (28 февраля 1921, с. Романовка, Дальневосточная республика (ныне Шкотовский район, Приморский край, Россия) — 21 августа 2007, Новосибирск, Новосибирская область, Россия) — советский и российский певец-тенор, педагог, профессор (1999). Народный артист Российской Федерации (2002).

## Биография
Родился 28 февраля 1921 года в селе Романовка Дальневосточной республики (ныне Приморского края).
Участник Великой Отечественной войны, в марте 1942 года призван в Красную Армию, служил в 422-й Хабаровской стрелковой дивизии радистом, в июне воевал под Сталинградом радистом гаубичной батареи, сражался на Курской дуге, форсировал Днепр, Дунай, Грон, дошёл с войсками до Праги.
После войны в 1945—1946 годах был солистом в ансамбле песни и пляски 7-й гвардейской армии (бывшей 64-й). После увольнения в запас, в 1948 году поступил во Львовскую государственную консерваторию (класс сольного пения), которую окончил в 1953 году. Стажировался в Московском Большом академическом театре, но по совету С. Я. Лемешева переехал в Новосибирск. В 1953—1981 годах был солистом в Новосибирском государственном театре оперы и балета.
В 1959—1973 и 1982—2007 годах преподавал на кафедре сольного пения Новосибирской государственной консерватории (с 1999 года — профессор).
Похоронен на Заельцовском кладбище (квартал 103).

## Творческая деятельность
Выступал на сцене многих театров: Большого (Москва) и Кировского (Ленинград) театров, в Одессе, Киеве, Львове, Перми, Ашхабада, Алма-Аты, гастролировал за рубежом (Чехословакия, Германия, Монголия, Польша).
Подготовил более 20 певцов, среди которых народные и заслуженные артисты, лауреаты и дипломанты международных конкурсов, в том числе народный артист Украины В. Федотов, народный артист РСФСР и БССР Э. И. Пелагейченко, заслуженные артисты РФ Ю. Комов и Н. Лоскуткин, солист «Геликон-оперы» (Москва) В. Огнев и др.

## Репертуар
В репертуаре — около 400 произведений классиков, русские романсы, вокал, песни советских композиторов. Некоторые партии:
- Альфред («Травиата» Дж. Верди),
- Ленский («Евгений Онегин» П. Чайковского),
- Герцог («Риголетто» Дж. Верди),
- Владимир («Князь Игорь» А. Бородина),
- Юродивый («Борис Годунов» М. Мусоргского),
- Надир («Искатели жемчуга» Ж. Бизе),
- Граф Альмавива («Севильский цирюльник» Дж. Россини),
- Царь Берендей («Снегурочка» Н. Римского-Корсакова) и др.

## Признание и награды
- Орден Отечественной войны II степени.
- Орден Красной Звезды.
- Орден «Знак Почёта». (согласно некоторым источникам, трижды[2][3], в т.ч. 1951[4]).
- Медаль «За отвагу».
- Медаль «За боевые заслуги».
- Медаль «За оборону Сталинграда».
- Медаль «За освобождение Праги».
- Медаль «За трудовую доблесть».
- Награждён другими наградами[3].
- Народный артист Российской Федерации (2002)[1][5][6] (указ № 1269 от 28 октября 2002 года[7]).
- Заслуженный артист РСФСР (1973).
- Почётный гражданин г. Добровеличковка Кировоградской области[1].